# Charlotte Mouchet
Pour les articles homonymes, voir Mouchet.
Charlotte Mouchet, née le 5 juin 1996 à Tournan-en-Brie, est une athlète française. Elle court sous les couleurs de l'équipementier Hoka One One europe et elle est membre du Club d'Athlétisme Montreuil 93. Elle s'entraîne aujourd’hui avec Thomas Vandormael entre Brive-la-Gaillarde et la Belgique. Elle est actuellement détentrice du record de France U18 du 800m en salle.

## Carrière

### Débuts en sport scolaire UNSS
Charlotte Mouchet débute l’athlétisme au collège de Rozay-En-Brie en Seine-et-Marne lors des compétitions UNSS. Après de multiples licences en sport collectif et individuel, elle déménage dans le Lot et se fait repérer par son professeur d’EPS. Elle signe sa première licence au club de Saint-Céré où elle se distingue dans la Région Aquitaine. À la suite d’un championnat inter-ligue jeune, elle rencontre Ali Belckacem qui deviendra son premier mentor durant sa scolarité au lycée de Saint-Exupery à Blagnac. Elle gagne son premier championnat de France cadet et réalise une performance de niveau mondial dans sa catégorie d’âge sur 800m. Cela lui permet de se qualifier au championnat du monde scolaire qui a lieu à la capital Brésilienne.

### Débuts chez les jeunes (2014 - 2020)
Lors de la première année junior elle participe à sa première sélection nationale fédérale en salle indoor où elle termine à la 3eme place. Elle se qualifie ensuite pour sa deuxième sélection en réalisant le minima requis pour le championnat du monde aux USA dans le stade mythique de l’université d’Oregon avec une marque à 2’04’’66 sur 800m à 17 ans. Lors de sa deuxième saison en junior elle décroche la médaille d’argent par équipe au championnat d’Europe de cross-country ou elle termine à la 20eme place en individuelle. À la suite elle se distingue brillamment et contre toute attente lors du championnat de France Elite en salle. Elle se hisse à la deuxième place du podium national et réalise le record de France junior indoor en courant le 800m en 2’05’’31.
Lors de ses années espoirs elle rejoint l’université de Bordeaux avec comme entraineur Patricia Djaté-Taillard et signe à l’Amiens UC. Elle est finaliste au championnat d’Europe et du championnat du monde universitaire sur 800m qui se déroule à Naples.

### Carrière chez les seniors à partir de 2021
Après 8 années de progression sur sa spécialité, elle découvre le pacing en 2021 et dédie une saison estivale à cet exercice. Elle devient alors donneuse d’allure dans les compétitions internationales. Elle fait sa première participation au championnat de France Elite sur 1500m et termine à la seconde place.
Depuis cet été, elle continue donc sur cette épreuve avec le CA Montreuil tout en continuant de progresser chronométriquement sur sa première distance.

### Championne de France Elite 2022 du 1500m
Lors de l’année suivante elle devient championne de France du 1 500 mètres en 2022 à Caen.

### Troisième du championnat d’Europe de Cross Country en relais mixte
Elle est médaillée de bronze du relais mixte des Championnats d'Europe de cross-country 2022 à Turin.

### Professionnalisation dans l’athlétisme à partir de 2024
En 2023 elle s’installe à Brive-la-Gaillarde et travaille en tant que professeur de technologie dans un collège, elle termine la saison à la 11eme place du championnat du monde de miles sur route à Riga en Lettonie. À la suite de cette saison difficile pour lier le travail et l’entrainement, elle signe un contrat avec la marque hoka et se professionnalise avec l’aide supplémentaire d’acteurs locaux.

## Palmarès

### International
| Date | Compétition                    | Lieu    | Place | Épreuve       |
| ---- | ------------------------------ | ------- | ----- | ------------- |
| 2014 | Championnats d'Europe de cross | Samokov | 2e    | Cross-country |
| 2022 | Championnats d'Europe de cross | Turin   | 2e    | Cross-country |

### National
| Date | Compétition                     | Lieu          | Place | Épreuve | Résultat      |
| ---- | ------------------------------- | ------------- | ----- | ------- | ------------- |
| 2015 | Championnats de France en salle | Aubiere       | 2e    | 800 m   | 2 min 05 s 31 |
| 2017 | Championnats de France en salle | Bordeaux      | 2e    | 800 m   | 2 min 09 s 39 |
| 2019 | Championnats de France          | Saint-Étienne | 3e    | 800 m   | 2 min 05 s 52 |
| 2021 | Championnats de France en salle | Miramas       | 3e    | 800 m   | 2 min 08 s 45 |
| 2021 | Championnats de France          | Angers        | 2e    | 1 500 m | 4 min 11 s 90 |